# Gaurotes flavimarginata
Gaurotes flavimarginata là một loài bọ cánh cứng trong họ Cerambycidae.